# Mach’s Licht aus!
Mach’s Licht aus! ist ein vielfach ausgezeichneter deutscher Coming-Of-Age-Kurzfilm von Marc Philip Ginolas und Marius Beck aus dem Jahr 2022.

## Handlung
Carlo (19) nimmt zum ersten Mal ein Mädchen über Nacht mit zu sich nach Hause, nämlich Melissa (18); er lebt noch im Kinderzimmer seines Elternhauses, das im Neubaugebiet eines kleinen oberschwäbischen Dorfes liegt. Er versucht so gut wie es geht, ihre Anwesenheit vor seinen Eltern zu verschleiern, will aber auch gleichzeitig seinen Plan nicht aufgeben, das erste Mal Sex zu haben. Die Situation spitzt sich zu, als die Eltern meinen, aus Carlos Kinderzimmer immer mehr „komische“ Geräusche zu hören und auch Carlo irgendwann das Gefühl bekommt, seine Eltern hätten Wind von seinem nächtlichen Besuch bekommen.

## Produktion
Mach’s Licht aus! war das erste Filmprojekt der Apollonia Film GmbH und wurde im Januar 2022 in Grünwald bei München gedreht. Die Komödie ist eine Ko-Produktion mit der Hochschule für Fernsehen und Film München.

## Kritik
„Ein kluges Drehbuch, authentische (auch Laien-!) Darsteller, witzige Dialoge, eingestreute Bildschnipsel, gekonnt gesetzte Schnitte und ein mit Tapeten und Kreuzen liebevoll gestaltetes Setting zeichnen diese elfminütige Komödie aus. Gesprochen wird alles im breitesten schwäbischen Dialekt, dem die englischen Untertitel natürlich nicht ansatzweise gerecht werden, was durchaus auch Komik in sich birgt.“

## Auszeichnungen (Auswahl)
- Kinofest Lünen – Bester Kurzfilm 2022[3]
- Fünf Seen Filmfestival – „Das Goldene Glühwürmchen“, bester Kurzfilm 2022[4]
- Landshuter Kurzfilmfestival – Beste Komödie 2023 (Jurypreis)[5]
- Sebastian-Blau-Mundartpreis – Bester fiktionaler Kurzfilm 2022[6]
- 20minmax - International Short Film Festival Ingolstadt – Southern Film Award 2022[2]
- Blende Eins Kurzfilmfestival – Publikumspreis 2022
- Hammer Kurzfilmnächte – Publikumspreis 2022
- Kurzfilmfestival Schrobenhausen – Publikumspreis und „Bester Film“ im Wettbewerb „Offenes Fenster“ 2022[7]
- Filmfest Oberursel – „Bester Kurzfilm“ und Publikumspreis 2022[8]
- Biberacher Filmfestspiele – Nominierung „Kurzfilm-Biber“ 2022[9]
- FILMZ – Festival des deutschen Kinos – Nominierung „Bester Kurzfilm“ 2022[10]
- Blaue Blume – Romantik-Kurzfilmpreis – Nominierung „Bester Film“, „Beste Regie“ und Nominierung für Leon Hagen und Laura Roge als Beste Darsteller*in[11]